# Вецумнієкський край
Вецумніє́кський кра́й (латис. Vecumnieku novads) — адміністративно-територіальна одиниця Латвійської Республіки. Розташований у південній частині країни, в історичному регіоні Семигалія. Адміністративний центр — Вецумнієкі. Створений 2009 року. Площа — 844 км². Населення — 8786 осіб (2011). До складу краю входять 6 волостей.